# Myrmeleon (Myrmeleon) pseudohyalinus
Myrmeleon (Myrmeleon) pseudohyalinus is een insect uit de familie van de mierenleeuwen (Myrmeleontidae), die tot de orde netvleugeligen (Neuroptera) behoort. 
Myrmeleon (Myrmeleon) pseudohyalinus is voor het eerst wetenschappelijk beschreven door Hölzel in 1972.